# Низовское сельское поселение (Архангельская область)
Низовское сельское поселение или муниципа́льное образова́ние «Ни́зовское» — муниципальное образование  со статусом сельского поселения в Вельском муниципальном районе Архангельской области. 
Соответствует административно-территориальной единице в Вельском районе — Низовский сельсовет.
Административный центр — деревня Теребино.

## География
Низовское сельское поселение располагается на юге Вельского района. По территории поселения протекают реки: Вага, Печеньга, Угреньга. Крупных озёр на территории сельского поселения нет.
Граничит:
- на севере с муниципальным образованием «Усть-Вельское»
- на востоке с муниципальным образованием «Верхнеустькулойское»
- на юге с Верховажским районом Вологодской области
- на западе с муниципальным образованием «Пежемское»

## История
Муниципальное образование было образовано в 2006 году.

## Население
| 2005 | 2010 | 2011 | 2012 | 2013 | 2014 | 2015 | 2016 | 2017 |
| ---- | ---- | ---- | ---- | ---- | ---- | ---- | ---- | ---- |
| 734  | ↘599 | ↘597 | →597 | ↗607 | ↗642 | ↘611 | ↘601 | ↘575 |
| 2018 | 2019 | 2020 | 2021 | 2023 |      |      |      |      |
| →575 | ↘572 | ↘562 | ↘534 | ↘522 |      |      |      |      |

## Состав сельского поселения
| № | Населённый пункт | Тип населённого пункта          | Население |
| - | ---------------- | ------------------------------- | --------- |
| 1 | Квашнинская      | деревня                         | ↗17       |
| 2 | Клоповская       | деревня                         | ↘8        |
| 3 | Лавровская       | деревня                         | ↗28       |
| 4 | Низовье          | деревня                         | ↘0        |
| 5 | Подгородье       | посёлок                         | ↘71       |
| 6 | Теребино         | деревня, административный центр | ↘411      |
| 7 | Филинская        | деревня                         | ↘5        |